# (35817) 1999 JV49
1999 JV49 (asteroide 35817) é um asteroide da cintura principal. Possui uma excentricidade de 0.14941330 e uma inclinação de 3.04404º.
Este asteroide foi descoberto no dia 10 de maio de 1999 por LINEAR em Socorro.